# 메리 카트라이트
메리 루시 카트라이트(영어: Mary Lucy Cartwright, 1900~1998)는 영국의 수학자이다. 혼돈 이론에 기여하였다.

## 생애
1900년 12월 17일 영국 노샘프턴셔주 에인호(영어: Aynho)에서 태어났다. 아버지 윌리엄 디그비 카트라이트(영어: William Digby Cartwright)는 에인호 교구 목사(영어: vicar)였고, 어머니는 루시 해리엣 모드 카트라이트(영어: Lucy Harriette Maud Cartwright)였다. 시인 존 던이 조상 가운데 하나라고 한다. 카트라이트는 3남2녀 가운데 셋째로 태어났다.
옥스퍼드 대학교 세인트휴스 칼리지(영어: St. Hugh’s College)에서 수학을 공부하여 1923년에 졸업하였다. 이후 명문 사립 여학교 교사로 일하다가, 1928년에 옥스퍼드 대학교에서 박사 학위 과정을 시작하였다.
이후 존 이든저 리틀우드와 판데르폴 진동자를 연구하였다. 이는 혼돈 이론의 기원이 된 논문 가운데 하나이다.
1947년에 왕립 학회 회원으로 선출되었다. 카트라이트는 왕립 학회의 최초의 여성 수학자이다. 1959년에 케임브리지 대학교 조교수(영어: Reader)가 되었다.
1968년에 은퇴하였다. 1998년에 영국 케임브리지에서 사망하였다.

## 참고 문헌
1. ↑  Hayman, Walter K. (2000). “Dame Mary (Lucy) Cartwright, D.B.E. 17 December 1900 - 3 April 1998: Elected F.R.S. 1947”. 《Biographical Memoirs of Fellows of the Royal Society》 46: 19. doi:10.1098/rsbm.1999.0070.